# Jan Frydrychowski
Jan Frydrychowski herbu Kornicz (ur. 1569, zm. 18 grudnia 1625) – duchowny katolicki, pochodzenia szlacheckiego, administrator żup wielickich, sekretarz królewski Zygmunta III Wazy.

## Życiorys
Syn Piotra z Frydrychowic i Barbary Skidzińskiej, herbu Kietlicz. Karierę rozpoczynał jako sekretarz królewski. Od 1601 kanonik krakowski. Jego instalacja odbyła się w kapitule krakowskiej 25 kwietnia 1601 (clerici primae tonsurae). Jako kanonik katedralny krakowski objął fundi Marchocice, po biskupie sufraganie Pawle Dembskim, z prowizji kardynała Bernarda Maciejowskiego. Ustąpił z niej przed 1611. Później miał prebendę Bossutów (dzis. Bosutów) i prestymonium Garlicę (dzis. Garlica Duchowna) w 1608. Posiadał także kanonię sandomierską. 
Święcenia kapłańskie otrzymał zapewne dopiero w 1601. Był zaufanym współpracownikiem kardynała Maciejowskiego, w którego kancelarii pełnił funkcję skarbnika, od niego otrzymał w dożywocie wieś Posądza (1602). Po jego śmierci w 1608 został jednym z egzekutorów testamentu kardynała. Współdziałał z jego następcą na stolcu biskupim Piotrem Tylickim. W 1614 dokonał rewizji przywilejów lokacyjnych Tylicza należącego do dóbr biskupów krakowskich. W 1615 wchodził w skład komisji lustrującej wzgórze katedralne. Także kolejny biskup krakowski Marcin Szyszkowski darzył go względami, m.in. darowując dziesięciny w województwie sandomierskim. W 1624 w porozumieniu z Jakubem Zadzikiem jako biskupem chełmińskim, pośredniczył przy wypłacie kapitule krakowskiej legatów jego poprzednika Jana Kuczborskiego. Ostatnią jego kurią kanonicką był dom Ciołka w Krakowie. 
W 1608 wraz z rodzeństwem, Janem i Zofią z d. Frydrychowską, procesował się z rodziną Komorowskich o dobra w ziemi oświęcimskiej. Jako sekretarz królewski poświadczony w źródłach w latach 1614-1621 (pełnił tę funkcję już znacznie wcześniej). Do 1620 był królewskim administratorem żup wielickich. Stawił poczet na popis pospolitego ruszenia księstwa oświęcimskiego i zatorskiego pod Lwowem w październiku 1621 roku.
Zmarł 18 grudnia 1625, pochowany został w kaplicy Maciejowskich katedry na Wawelu, gdzie umieszczono jego epitafium.